# علی‌آباد (مشهد)
علی‌آباد روستایی در دهستان تبادکان بخش مرکزی شهرستان مشهد استان خراسان رضوی ایران است.

## جمعیت
بر پایه سرشماری عمومی نفوس و مسکن در سال ۱۳۹۵ جمعیت این روستا ۳٬۴۰۴ نفر (۹۸۷خانوار) بوده‌است.